# 정진호 (1954년)
정진호(鄭振昊, 1954년 10월 30일 ~ )는 대한민국의 법조인이다. 본관은 나주이며, 전라북도 익산 출생이다. 광주고등검찰청 검사장과 제50대 법무부 차관을 역임하였다.

## 학력
- 1971년 : 용산고등학교 졸업
- 1975년 : 고려대학교 법학 학사

## 경력
- 1977 : 제19회 사법시험 합격
- 1977 ~ 1979 : 사법연수원 9기 수료
- 1979 ~ 1982 : 육군 법무관
- 1982 ~ 1985 : 수원지방검찰청 검사
- 1985 ~ 1986 : 대전지방검찰청 천안지청 검사
- 1986 ~ 1988 : 서울지방검찰청 의정부지청 검사
- 1988 ~ 1989 : 대전지방검찰청 검사
- 1989 ~ 1990 : 대전보호관찰소장
- 1990 ~ 1993 : 부산지방검찰청 검사
- 1993 ~ 1993 : 전주지방검찰청 부장검사
- 1993 ~ 1994 : 대전지방검찰청 형사제2부장
- 1994 ~ 1995 : 수원지방검찰청 성남지청 부장검사
- 1995.03 ~ 1995.09 : 법무부 관찰과장
- 1995.09 ~ 1997.03 : 법무부 조사과장
- 1997.03 ~ 1998.08 : 서울지방검찰청 남부지청 형사제1부장, 형사제2부장, 형사제4부장
- 1998.08 ~ 1999.06 : 서울지방검찰청 공판부장
- 1999.06 ~ 2000.07 : 전주지방검찰청 군산지청장
- 2000.07 ~ 2001.06 : 서울지방검찰청 동부지청 차장검사
- 2001.06 ~ 2002.02 : 인천지방검찰청 부천지청장
- 2002.02 ~ 2003.03 : 서울고등검찰청 검사
- 2003.03 ~ 2004.06 : 사법연수원 부원장
- 2004.06 ~ 2005.04 : 법무부 보호국장
- 2005.04 ~ 2006.02 : 서울북부지방검찰청 검사장
- 2006.02 ~ 2007.03 : 광주고등검찰청 검사장
- 2007.03 ~ 2008.02 : 법무부 차관
- 2008 ~ :  법무법인(유한) 동인 구성원변호사
- 2008, 2014 ~ : 법무법인(유한) 동인 대표변호사
- 2013.03 ~ 2022.03 : 호텔신라 사외이사

## 수상
- 1987년 : 검찰총장 표창
- 2006년 : 황조근정훈장

## 참고
| 전임 정동기 | 제50대 법무부 차관 2007년 3월 5일 ~ 2008년 3월 7일 | 후임 문성우 |